# Рытвянский, Дзерслав
Дзерслав из Рятвян, также Дерслав Рытвянский (1414 — 14 января 1478) — государственный и военный деятель Польского королевства, староста холмский и сандомирский, воевода серадзский (1455—1460), воевода сандомирский (1460—1472), воевода краковский (1472—1477), каштелян краковский (1477—1478).

## Биография
Представитель польского дворянского рода Рытвянских герба «Ястшембец». Родился в 1414 году. Сын Марцина из Рытвян, воеводы ленчицкого (? — 1428), и Дороты Тарновской, дочери воевода и каштеляна краковского Яна из Тарнова. Младший брат — Ян из Рытвян (1422—1478/1479), маршалок великий коронный и воевода краковский. Близкий родственник примаса Польши Войцеха Ястшембеца.
Он получил солидное образование, с 1428 года учился вместе с Яном Длугошем в Краковской академии. Его путь к политической карьере был гораздо легче благодаря влиянию отца и, прежде всего, родственника Войцеха Ястшембеца. Благодаря последнему в 1429 году он получил сан гнезненского каноника, а в 1430 года стал схоластиком ленчицким. В 1431 году он оставил свою церковную карьеру, и его бенефиции перешли к Добеславу Лубенскому.
Он влюбился в Евфимию, дочь князя Болеслава Мазовецкого. Увлечение дорого ему обошлось, он разорил себя на роскошные поездки к своей будущей теще, как он надеялся. Финансовые проблемы привели его к совершению преступных действий — он отправился в церковь в Бесшове, откуда украл церковное серебро. Епископ решил не игнорировать оскорбление и забрать сокровища обратно, поэтому отправился с вооруженными силами в замок Ритвия. Дзерслав расстрелял из замковых пушек упряжку своего родственника, и на этом его мечтам о наследовании поместья пришел конец — он покинул замок, отказался от серебра, но лишил юношу наследства в пользу младшего брата.
В 1439 году он был членом конфедерации Спытко из Мельштына.
Не зная, где взять дополнительные суммы, чтобы произвести впечатление на мазовецких князей, в 1440 году он отправился в частную войну в Силезию, завоевав Освенцим и Затор. Силезцы пожаловались королю, который признал свою правоту и распорядился вернуть награбленное добро, давая утешение, или, скорее, надеясь успокоить вспыльчивого юношу, старосту Хмельника.
Дзерслав Рытвянский также был одним из лидеров оппозиции кардиналу Збигневу Олесницкому вместе со Спытком из Мельштына и Авраамом из Збоншина. Поражение конфедерации не привело к его личному падению.
В последующие годы Дзерслав был одним из самых важных польских политиков XV века. В 1442 году он получил пост старосты сандомирского. В 1455—1460 годах занимал должность воеводы серадзского, затем до 1472 года воеводы сандомирского и затем (с 12 ноября 1472 года) до 1477 года воеводы краковского. Он подал в отставку в пользу своего брата, получив должность каштеляна краковского. Он также был каштеляном Розпера (с 1453 г.).
В 1450 году по поручению польского короля Казимира Ягеллончика Дзерслав из Рытвян ездил по главе польского посольства к папе римскому Николаю V. В 1452 года по поручению Казимира Дзерслав из Рытвян предпринял две поездки во главе посольства в Австрию, чтобы вести переговоры о браке между королем Польским Казимиром Ягеллончиком и австрийской принцессой Елизаветой. Летом 1453 года по поручению короля Дзерслав из Рытвян вместе с восьми другими сановниками ездил во Вроцлав, где они вели дальнейшие переговоры о брачном контракте между Казимиром и Елизаветой Австрийской. В феврале 1454 года он участвовал на свадебной церемонии Казимира Ягеллончика и Елизаветы Австрийской в Кракове.
В сентябре 1454 года Дзерслав Рытвянский был одним из четырех командиром польской армии, потерпевшей поражение от тевтонских крестоносцев в битве при Хойнице. В 1455 году после смерти Войцеха Мальского Дзерслав Рытвянский получил от короля должность воеводы ленчицкого.
В 1454, 1455, 1457, 1458, 1460 и 1461 годах Дзерслав Рытвянский участвовал в военных походах польской армии короля Казимира Ягеллоничка во владения Тевтонского ордена. В мае 1457 года во время торжественного въезда короля Казимира в Гданьск Дзерслав Рытвянский находился в числе королевских сановников. В октябре 1458 года он был гарантом заключенного польско-тевтонского перемирия в Прабутах. В 1460 году Дзерслав из Рытвян получил должность воеводы сандомирского.
В 1463 году его вместе с Яном Тенчинским и Анджеем Одровонжем отправили в Каменец-Подольский, чтобы укрепить его и выкупить из частных рук. Он был гарантом Второго Торунского мира 1466 года между Тевтонским орденом и Польским королевством. Его беспокойный дух понес его в венгерскую экспедицию осенью 1471 года, в которой он сопровождал принца Казимира и был разбит Николаем Черным. В 1473 году он был назначен королем для ведения переговоров с венгерской и чешской делегациями в Нысе, но не явился туда.
В ноябре 1472 года на Петркувском сейме Дзерслав из Рытвян получил должность воеводы краковского. В мае 1477 года на новом сейме в Петркуве ему была пожалована должность каштеляна краковского.
Известно также, что он выполнял дипломатические функции; он тесно сотрудничал с королём Казимиром IV Ягеллончиком. Он входил в ближайше окружение польского монарха до конца своей жизни, хотя слабое здоровье, вероятно, помешало ему быть более политически активным в последние годы.
Возможно, женат на Анне Тенчинской из Моравицы, дочери Яна, кастеляна краковского, и, конечно же, на Петронеле Одровонжовне. Ребенок пары умер во время родов, что также способствовало смерти матери.